# Panchrysia vargenteum
Panchrysia vargenteum là một loài bướm đêm trong họ Noctuidae.